# Röd sumpkräfta
Röd sumpkräfta (Procambarus clarkii) är en sötvattenlevande kräfta.

## Utbredning
Röd sumpkräfta förkom ursprungligen i norra Mexiko och sydöstra USA. Idag finns den inplanterad i andra delar av Syd- och Nordamerika samt i Afrika, Asien och Europa. I Nordeuropa kan populationerna fortleva men utvidgas inte[källa behövs], medan den i Sydeuropa förökar sig och aktivt koloniserar nya områden. Detta sker på bekostnad av de inhemska populationerna av flodkräfta (Astacus astacus) och olika arter av Austropotamobius.

## Uteseende och ekologi
Till skillnad från till exempel signalkräfta så är sumpkräftan röd till färgen redan som levande, särskilt på buksidan.  Röd sumpkräfta växer snabbt, och vuxna exemplar kan nå vikter på över 50 g och bli 5,5–12 cm långa. De kan också överleva i lätt salthaltigt vatten, vilket är ovanligt bland kräftor.

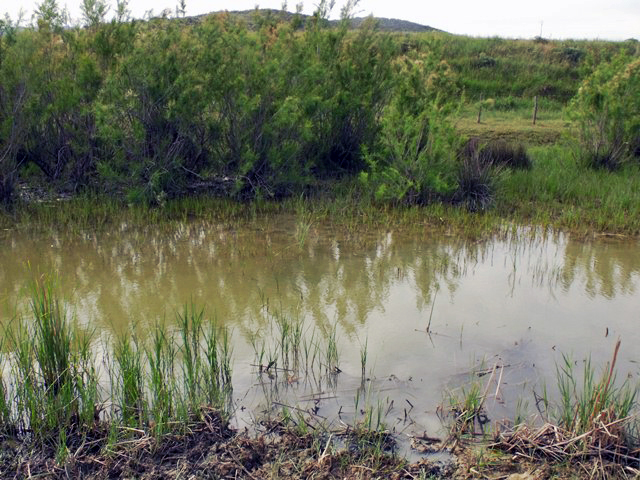
Fyndort för röd sumpkräfta i Maremma Nationalpark i Toscana i västra Italien, där arten är inplanterad och räknas som invasiv.
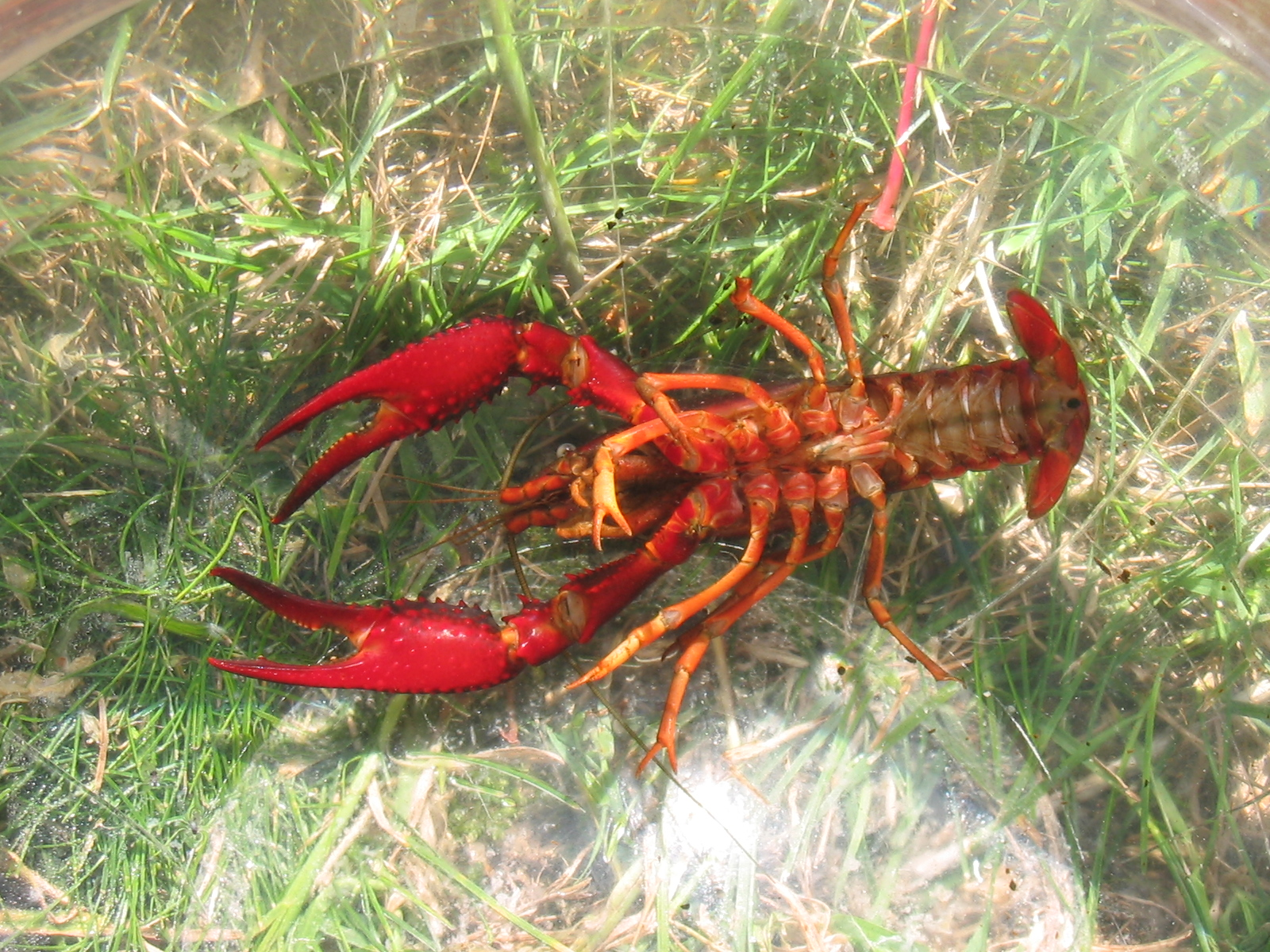
Buksidan av en röd sumpkräfta fångad i Gironde i Frankrike.

## Röd sumpkräfta och människan
Röd sumpkräfta är invasiv enligt EU-förordning 1143/2014 och det är därför olagligt att byta, odla, föda upp, transportera, använda eller sälja individer av arten. Förbudet gäller vuxna kräftor såväl som ägg och ungdjur. Det är dock tillåtet att importera kokta och/eller frysta exemplar, vilket sker i stor utsträckning, främst som människoföda.